# Grand Prix moto de Tchéquie
Navigation
Le Grand Prix moto de Tchéquie de vitesse est une épreuve du Championnat du monde de vitesse moto.

## Palmarès du Grand Prix de Tchéquie
| Année | Circuit | Moto3                 | Moto2             | MotoGP           | Rapport |
| ----- | ------- | --------------------- | ----------------- | ---------------- | ------- |
| 2020  | Brno    | Dennis Foggia         | Enea Bastianini   | Brad Binder      | Rapport |
| 2019  | Brno    | Arón Canet            | Álex Márquez      | Marc Márquez     | Rapport |
| 2018  | Brno    | Fabio Di Giannantonio | Francesco Bagnaia | Andrea Dovizioso | Rapport |
| 2017  | Brno    | Joan Mir              | Thomas Lüthi      | Marc Márquez     | Rapport |
| 2016  | Brno    | John McPhee           | Jonas Folger      | Cal Crutchlow    | Rapport |
| 2015  | Brno    | Niccolò Antonelli     | Johann Zarco      | Jorge Lorenzo    | Rapport |
| 2014  | Brno    | Alexis Masbou         | Esteve Rabat      | Dani Pedrosa     | Rapport |
| 2013  | Brno    | Luis Salom            | Mika Kallio       | Marc Márquez     | Rapport |
| 2012  | Brno    | Jonas Folger          | Marc Márquez      | Daniel Pedrosa   | Rapport |
| Année | Circuit | 125 cm³               | Moto2             | MotoGP           | Rapport |
| 2011  | Brno    | Sandro Cortese        | Andrea Iannone    | Casey Stoner     | Rapport |
| 2010  | Brno    | Nicolas Terol         | Toni Elias        | Jorge Lorenzo    | Rapport |
| Année | Circuit | 125 cm³               | 250 cm³           | MotoGP           | Rapport |
| 2009  | Brno    | Nicolás Terol         | Marco Simoncelli  | Valentino Rossi  | Rapport |
| 2008  | Brno    | Stefan Bradl          | Alex Debón        | Valentino Rossi  | Rapport |
| 2007  | Brno    | Hector Faubel         | Jorge Lorenzo     | Casey Stoner     | Rapport |
| 2006  | Brno    | Alvaro Bautista       | Jorge Lorenzo     | Loris Capirossi  | Rapport |
| 2005  | Brno    | Thomas Lüthi          | Daniel Pedrosa    | Valentino Rossi  | Rapport |
| 2004  | Brno    | Jorge Lorenzo         | Sebastián Porto   | Sete Gibernau    | Rapport |
| 2003  | Brno    | Daniel Pedrosa        | Randy de Puniet   | Valentino Rossi  | Rapport |
| 2002  | Brno    | Lucio Cecchinello     | Marco Melandri    | Max Biaggi       | Rapport |
| Année | Circuit | 125 cm³               | 250 cm³           | 500 cm³          | Rapport |
| 2001  | Brno    | Toni Elías            | Tetsuya Harada    | Valentino Rossi  | Rapport |
| 2000  | Brno    | Roberto Locatelli     | Shinya Nakano     | Max Biaggi       | Rapport |
| 1999  | Brno    | Marco Melandri        | Valentino Rossi   | Tadayuki Okada   | Rapport |
| 1998  | Brno    | Marco Melandri        | Tetsuya Harada    | Max Biaggi       | Rapport |
| 1997  | Brno    | Noboru Ueda           | Max Biaggi        | Michael Doohan   | Rapport |
| 1996  | Brno    | Valentino Rossi       | Max Biaggi        | Àlex Crivillé    | Rapport |
| 1995  | Brno    | Kazuto Sakata         | Max Biaggi        | Luca Cadalora    | Rapport |
| 1994  | Brno    | Kazuto Sakata         | Max Biaggi        | Michael Doohan   | Rapport |
| 1993  | Brno    | Kazuto Sakata         | Loris Reggiani    | Wayne Rainey     | Rapport |

## Palmarès du Grand Prix de Tchécoslovaquie
Les cases roses indiquent les courses qui n'ont pas fait partie du championnat du monde de vitesse moto.
| Année | Circuit | 80 cm³            | 125 cm³               | 250 cm³               | 350 cm³               | 500 cm³           | Rapport |
| ----- | ------- | ----------------- | --------------------- | --------------------- | --------------------- | ----------------- | ------- |
| 1991  | Brno    |                   | Alessandro Gramigni   | Helmut Bradl          |                       | Wayne Rainey      | Rapport |
| 1990  | Brno    |                   | Hans Spaan            | Carlos Cardús         |                       | Wayne Rainey      | Rapport |
| 1989  | Brno    | Herri Torrontegui | Àlex Crivillé         | Reinhold Roth         |                       | Kevin Schwantz    | Rapport |
| 1988  | Brno    | Jorge Martínez    | Jorge Martínez        | Juan Garriga          |                       | Wayne Gardner     | Rapport |
| 1987  | Brno    | Stefan Dörflinger | Fausto Gresini        | Anton Mang            |                       | Wayne Gardner     | Rapport |
| 1986  | Brno    | Bruno Casanova    |                       | Hans Lindner          |                       |                   | Rapport |
| 1985  | Brno    |                   | Paul Bordes           | Massimo Matteoni      |                       |                   | Rapport |
| 1984  | Brno    |                   |                       |                       |                       | Massimo Messere   | Rapport |
| 1983  | Brno    |                   |                       |                       |                       | Gustav Reiner     | Rapport |
| 1982  | Brno    |                   | Eugenio Lazzarini     | Carlos Lavado         | Didier de Radiguès    |                   | Rapport |
| 1981  | Brno    | Theo Timmer       |                       | Anton Mang            | Anton Mang            |                   | Rapport |
| 1980  | Brno    |                   | Guy Bertin            | Anton Mang            | Anton Mang            |                   | Rapport |
| 1979  | Brno    |                   | Guy Bertin            | Kork Ballington       | Kork Ballington       |                   | Rapport |
| 1978  | Brno    | Ricardo Tormo     |                       | Kork Ballington       | Kork Ballington       |                   | Rapport |
| 1977  | Brno    |                   |                       | Franco Uncini         | Johnny Cecotto        | Johnny Cecotto    | Rapport |
| 1976  | Brno    |                   |                       | Walter Villa          | Walter Villa          | John Newbold      | Rapport |
| 1975  | Brno    |                   | Leif Gustafsson       | Michel Rougerie       | Otello Buscherini     | Phil Read         | Rapport |
| 1974  | Brno    | Henk van Kessel   | Kent Andersson        | Walter Villa          |                       | Phil Read         | Rapport |
| 1973  | Brno    |                   | Otello Buscherini     | Dieter Braun          | Teuvo Länsivuori      | Giacomo Agostini  | Rapport |
| 1972  | Brno    |                   | Börje Jansson         | Jarno Saarinen        | Jarno Saarinen        | Giacomo Agostini  | Rapport |
| 1971  | Brno    | Barry Sheene      | Angel Nieto           | János Drapál          | Jarno Saarinen        |                   | Rapport |
| 1970  | Brno    | Aalt Toersen      | Gilberto Parlotti     | Kel Carruthers        | Giacomo Agostini      |                   | Rapport |
| 1969  | Brno    | Paul Lodewijkx    | Dave Simmonds         | Renzo Pasolini        | Giacomo Agostini      | Giacomo Agostini  | Rapport |
| 1968  | Brno    |                   | Phil Read             | Phil Read             | Giacomo Agostini      | Giacomo Agostini  | Rapport |
| 1967  | Brno    |                   | Bill Ivy              | Phil Read             | Mike Hailwood         | Mike Hailwood     | Rapport |
| 1966  | Brno    |                   | Luigi Taveri          | Mike Hailwood         | Mike Hailwood         | Mike Hailwood     | Rapport |
| 1965  | Brno    |                   | Frank Perris          | Phil Read             | Jim Redman            | Mike Hailwood     | Rapport |
| 1964  | Brno    |                   | Luigi Taveri          | Heinz Rosner          | Stanislav Malina      |                   | Rapport |
| 1963  | Brno    |                   | Luigi Taveri          | Stanislav Malina      | Gustav Havel          | Gustav Havel      | Rapport |
| 1962  | Brno    |                   |                       | Stanislav Malina      | Jim Redman            | František Šťastný | Rapport |
| 1961  | Brno    |                   | Jim Redman            | Jim Redman            | František Šťastný     | Rudolf Thalhammer | Rapport |
| 1960  | Brno    |                   | Ernst Degner          | František Šťastný     | František Šťastný     | Gary Hocking      | Rapport |
| 1959  | Brno    |                   | Ernst Degner          | František Srna        | František Šťastný     | Eric Hinton       | Rapport |
| 1958  | Brno    |                   | Ernst Degner          | František Bartoš (en) | František Šťastný     | Dickie Dale       | Rapport |
| 1957  | Brno    |                   | Ernst Degner          | Helmut Hallmeier      | Helmut Hallmeier      | Gerold Klinger    | Rapport |
| 1956  | Brno    |                   | František Bartoš (en) | Horst Kassner         | František Šťastný     | Gerold Klinger    | Rapport |
| 1955  | Brno    |                   | Václav Parus          | Horst Kassner         | Hans Baltisberger     | Keith Campbell    | Rapport |
| 1954  | Brno    |                   | František Bartoš (en) | František Šťastný     | Leonhard Faßl         | Gustav Havel      | Rapport |
| 1952  | Brno    |                   | Bernhard Petruschke   | František Bartoš (en) | František Bartoš (en) | Antonín Vitvar    | Rapport |
| 1951  | Brno    |                   |                       |                       |                       | Antonín Vitvar    | Rapport |
| 1950  | Brno    |                   |                       | Josef Vejvoda         | Antonín Vitvar        | Antonín Vitvar    | Rapport |
| 1947  | Prague  |                   |                       | Fergus Anderson       | Fergus Anderson       | Ted Frost         | Rapport |